# Pierre-François Palloy

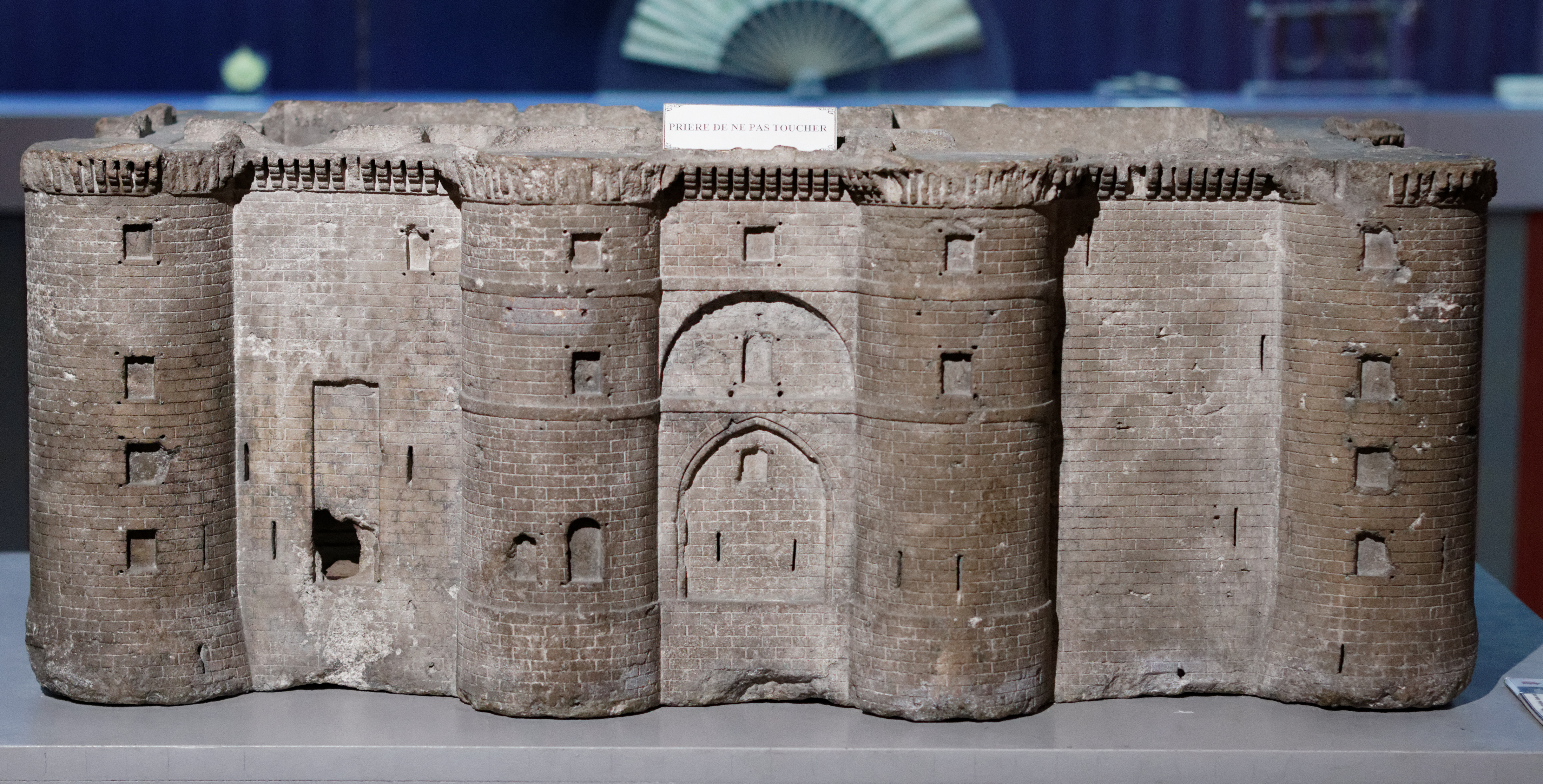
Un des modèles de Palloy.

Pierre-François Palloy, né à Paris le 22 janvier 1755 et mort à Sceaux le 18 janvier 1835, dit « le Patriote », est un maître-maçon et entrepreneur de travaux publics, célèbre pour s'être auto instauré et avoir obtenu le statut de véritable entrepreneur chargé de coordonner les travaux de démolition qui suivirent la prise de la forteresse de la Bastille.

## Biographie

### Jeunesse et formation

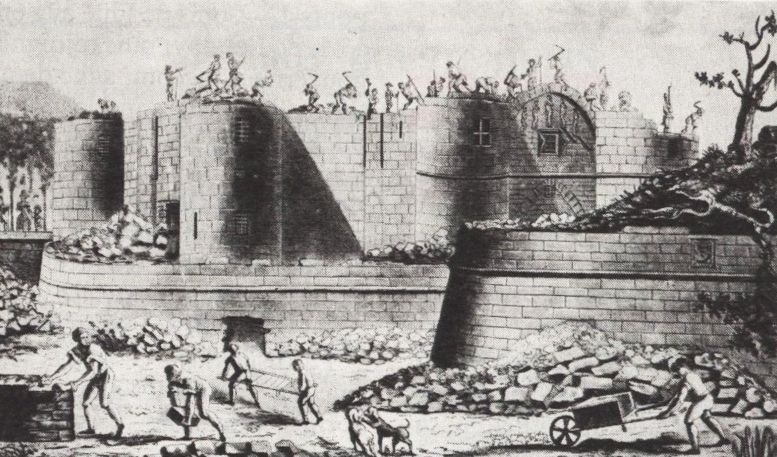
Les hommes de Palloy démontent la Bastille au lendemain de sa prise.

Pierre-François Palloy naquit à Paris, rue du Petit Reposoir, le 22 janvier 1755. Fils d'un marchand de vin, il est élevé par son grand-père. Il fit ses études au collège d'Harcourt (futur lycée Saint-Louis) puis s'engagea dans l'infanterie où il finira comme sous-officier au régiment Royal-dragons. Ayant quitté l'armée après 6 ans et demi de service, il démarra dans le commerce en 1775, avant d'entrer comme commis chez le maître-maçon Nobillot, architecte-entrepreneur, dont il épousa la fille le 1er février 1776  et prit la succession.
De maître-maçon, il devint « entrepreneur de bâtiments », preuve de l'évolution de son statut social. Il installa son atelier au 20, rue des Fossés-Saint-Bernard.

### 1789: Le démolisseur de la Bastille
Bien qu'il n'eut reçu aucun mandat par l'assemblée des électeurs de Paris de démolir la Bastille après sa prise le 14 juillet 1789, il chercha à prendre le contrôle des opérations immédiates de démolition qui suivent la prise de la Bastille en coordonnant les opérations. En effet, il démarra le 14 juillet, de sa seule initiative, le chantier de démolition de la Bastille avec la venue de 400 ouvriers qui arrivent sur le site dans la nuit du 14 au 15 juillet. Bénéficiant de son statut social et économique, Palloy, homme du métier possédait de plus un argument de poids : la solidité financière de son entreprise était en mesure de régler les salaires des ouvriers. En effet, les dépenses hebdomadaires sont d'environ 10 000 livres pour une moyenne de 700 ouvriers.
Le 16 juillet, il est désigné démolisseur officiel de l'ouvrage par l'Assemblée constituante. Le chantier, sur lequel œuvrèrent 1 200 ouvriers, dont 400 permanents, fut à peu près achevé à la fin de novembre et totalement terminé en juillet 1790. Les pierres — des blocs de 1 m de long sur 60 cm de large — furent stockées dans un de ses entrepôts parisiens.
Le chantier de démolition de la Bastille fut un véritable tremplin pour l'entrepreneur, soucieux d'ascension sociale.

### 1790 - 1792: «Palloy Patriote»
Avide d'une stature et d'une reconnaissance nationale à la hauteur de son acte, il devient le promoteur avisé des souvenirs de la Bastille. Palloy décida à partir des pierres issues de la destruction même de la forteresse, de faire fabriquer des modèles réduits en pierre de la Bastille, puis par la suite, en plâtre mêlé de mortier de la Bastille. Il y fit également sculpter sur d'autres pièces la Déclaration des droits de l'homme et du citoyen et des harangues patriotiques.
Ces pièces furent envoyées auprès des instances représentatives de l'époque : les députés, les clubs politiques, la ville de Paris, la commune de New York  et dans les chefs-lieux des nouveaux départements français à partir de février 1790. Ces envois étaient soutenus grâce aux « Apôtres de Palloy », un réseau d'hommes qui assurait la promotion de ses projets.
Chaque création est munie de la mention : « Palloy Patriote ».
À titre d'exemple, on peut d'ailleurs voir à Saint-Julien-du-Sault (Yonne) une de ces pierres incrustée dans une des portes de la ville avec l'inscription « je certifie que cette pièce vient de la Bastille » signée « Palloy patriote ».
Il fit également forger des clefs à partir des chaînes en fer du pont-levis, des barreaux des verrous de la forteresse, et fabriquer de nombreux objets de pacotille (bijoux, tabatières, cartes à jouer) et frapper des médailles commémoratives des grands événements de la Révolution, à commencer par celle de la prise de la Bastille, nommée aussi « médaille Palloy ». Ces médailles, d'un style fruste, sont couvertes d'inscriptions rédigées dans un français amphigourique et émaillées de fautes d'orthographes. Elles sont constituées le plus souvent de deux plaques de fer ou d'étain réunies et assemblées par un cerclage de laiton. Pour autant, il ne s'agit pas de « médailles populaires », car les tirages n'ont jamais dépassé 1 200 exemplaires.
Grâce aux matériaux de la Bastille, Palloy se fit également construire deux résidences à titre personnel, l'une en face de l'Assemblée Nationale et la seconde à Sceaux, au 37 de la rue des Imbergères, encore visible de nos jours. Le reste des pierres non employées furent vendues pour la construction de nombreuses maisons de Paris, dont la localisation est aujourd'hui perdue pour la plupart et également pour le pont de la Concorde, terminé en 1791.
En juin 1791, Il est promu « Héros de la Révolution » pour sa participation à la prise de la Bastille, honneur qu'il dut partager avec 953 citoyens.
Palloy fut chargé, le 11 août 1792, de travaux d'aménagement à la tour du Temple pour y emprisonner Louis XVI et sa famille.

### 1793: La chute et l'oubli
En 1793, les autorités estiment après enquête qu'il a détourné une partie des fonds remis pour la destruction de la forteresse. En effet, payé pendant 30 mois, le chantier a été assuré en 12 mois. En outre, les autorités reprochent à Palloy d'avoir encaissé les bénéfices directs et indirects de la démolition. Le coût total de la destruction de la forteresse est évalué à 1 million de livres, quand le salaire d'un journalier est de 3 francs. À titre d'exemple de prévarication, Palloy qui, bien que gravant les pièces gratuitement, demande la participation des communes pour l'envoi des ouvrages.
Palloy est emprisonné du 28 décembre 1793 au 17 mars 1794. À l'issue de son incarcération, il se retire dans sa résidence de Sceaux où il emploie ses ressources à donner de grandes réceptions. Financièrement affaibli, il sollicite par la suite des autorités une rente pour services rendus à la Nation.
Alors qu'il fête avec d'autres l'exécution de Louis XVI, tous les 21 janvier, jusqu'à la Restauration, par un banquet avec au menu une tête de cochon farcie (qui est plus tard remplacée par une tête de veau), il reçoit en 1814 la décoration de l'Ordre du Lys fondée par le futur Charles X.
Il meurt, définitivement ruiné en 1835. Sur sa tombe, disparue de nos jours, figuraient les mots suivants :
« Ci-gît Palloy, qui jeune encore l'assiégea, la démolit et dispersa les membres de ce monstre infernal sur la surface du Globe »

## Conservation des souvenirs édités par Palloy
Une importante collection de médailles et insignes réalisés à l'initiative du « patriote Palloy » est conservée au musée Carnavalet. Par ailleurs, une pierre de la Bastille provenant du patriote Palloy et supportant un plan de cette forteresse est exposée au musée de la Révolution française.